# Laisaari
Laisaari är en klippa i Finland.   Den ligger i kommunen Nådendal i den ekonomiska regionen  Åbo ekonomiska region  och landskapet Egentliga Finland, i den sydvästra delen av landet, 180 km väster om huvudstaden Helsingfors.
Terrängen runt Laisaari är mycket platt. Havet är nära Laisaari västerut. Runt Laisaari är det glesbefolkat, med 14 invånare per kvadratkilometer. Närmaste större samhälle är Nådendal, 15,4 km öster om Laisaari. 